# Bresse bourguignonne
Die Bresse bourguignonne, also die burgundische Bresse ist eine Naturlandschaft in Frankreich, in der Region Bourgogne-Franche-Comté, im Département Saône-et-Loire und bildet den östlichsten Teil des Départements und liegt östlich der Saône und südlich des Doubs. Sie bildet den nordwestlichen Teil der Bresse-Ebene und kann unterteilt werden in die Bresse chalonnaise und die Bresse louhannaise.

## Geografie

Bresse bourguignonne

Bresse bourguignonne Flüsse und Bäche

Die Bresse bourguignonne grenzt im Norden ein kurzes Stück an das Département Côte-d’Or, im Osten an das Département Jura und damit an die Franche-Comté, im Süden an das Département Ain und damit an die Region Auvergne-Rhône-Alpes. Bezüglich der Landschaften stößt die Bresse bourguignonne im Norden und Osten an das Vallée de la Saône, im Osten an die Bresse jurassienne oder Bresse comtoise. Im Süden setzt sich die Bresse-Ebene fort in der Bresse savoyarde  oder Bresse de l’Ain.
Bei der Entstehung der Bresse erfolgte unter dem Druck der Afrikanischen Platte ein Anheben des Bressesees. Heute markiert eine Anhöhe von fünf bis zehn Metern den Nord- und Westrand der Landschaft. Diese Anhöhe bildet auf dem gesamten Gebiet die Grenze zwischen Vallée de la Saône und Bresse. Die Nordgrenze der Landschaft verläuft deshalb nicht entlang des Doubs, sondern rund fünf bis 15 Kilometer südlich davon, entlang der Terrassenkante. Die nördlichste Gemeinde der Landschaft ist Authumes, dessen Name zurückgeht auf die Gallorömische Besiedlungszeit. Zugrunde liegt die lateinische Bezeichnung altus tumulus, also hoher Hügel, was darauf hindeutet, dass schon seit langer Zeit die bressanische Terrasse als markant empfunden wurde. Die östlichste Gemeinde der Bresse bourguignonne ist Beauvernois, auf deren Gebiet die ganze Gemeinde Chêne-Sec in mehreren Enklaven liegt und die bereits zum Département Jura gehört.
Die nördliche Landschaftsgrenze wird durchbrochen durch die Guyotte, die bei Saint-Bonnet-en-Bresse ins Vallée de la Saône fließt. Die Guyotte ist das einzige Gewässer, das die Bresse bourguignonne nach Norden verlässt.
Im Osten wird die Landschaft begrenzt durch die Départementsgrenze zum Département Jura, wo ein schmaler Streifen der Bresse jurassienne folgt. Aus den nahen Jurahöhen fließen etliche Gewässer in die Bresse bourguignonne. Im Norden die Brenne, die später in die Seille mündet. Bei Le Tartre fließt die Seille in einem recht breiten Tal von Osten her in die Bresse bourguignonne. Sie ist der Hauptfluss der Landschaft, durchquert sie vollständig von Nordosten nach Südwesten, um schließlich bei La Truchère in die Saône zu münden.
In westlicher Richtung fließen die Blanette und wenig südlich davon die Vallière Richtung Louhans. Noch weiter südlich entwässern eine große Zahl von Bächen die jurassische Bresse, Gizia, Dourlande  und Sevron seien hier genannt. Sie vereinigen sich zum Solnan und münden, wie auch Blanette und Vallière bei Louhans in die Seille.
Der Südwesten der Landschaft ist geprägt durch ein weiteres Gewässersystem, dasjenige von Sane-Morte und Sane-Vive. Beide Zweige entspringen im Département Ain schlagen einen großen Bogen, um bei Brienne in die Seille zu münden.
Die südlichste Gemeinde der Bresse bourguignonne ist Condal, von hier folgt die Landschaft der Grenze zum Département Ain, bis sie bei La Truchère auf das Vallée de la Saône trifft. Nun folgt die Landschaft dem Vallée de la Saône nordwärts bis Sermesse. Die westlichste Gemeinde der Landschaft ist Lans, das bereits zur Agglomeration von Chalon-sur-Saône zählt. Im nordwestlichen Teil der Landschaft besteht ein weiteres Gewässersystem, dasjenige der Tenarre, die bei Saint-Martin-en-Bresse entspringt, nach Südwesten fließt und bei Ormes in die Saône mündet.

### Besonderheiten der Landschaft

Generalstabskarte 1820–1866 Montpont-en-Bresse

Karte Montpont-en-Bresse 2024 OSM

Das prägende Element der Bresse bourguignonne ist das Wasser. Ein dichtes Netz von Bächen und Flüssen durchzieht die Landschaft und bildet Geländekammern, zwischen denen sanfte Höhen immer wieder den Blick bremsen. Dieses Netz wird noch feinmaschiger durch die Biefs, künstlich angelegten Wasserläufen, die der Bewirtschaftung der Étangs dienen. Die gesamte Bresse verfügte einst über etwa 2600 Étangs, die alle durch Biefs mit den natürlichen Wasserläufen verbunden waren, damit die Étangs regelmäßig geleert und gefüllt werden konnten. Heute sind viele Étangs zugeschüttet und in Ackerland verwandelt worden. Ein Blick in die Generalstabskarte 1820–1866 beispielsweise für die Umgebung von Montpont-en-Bresse zeigt eine riesige Zahl von Étangs, vor allem südlich des Ortes. Ein Vergleich mit der modernen OpenStreetMap-Karte zeigt, wie viele dieser Wasserflächen seither zugeschüttet und in Kulturland verwandelt wurden. Dennoch sind die meisten Biefs noch erhalten und werden weiterhin benötigt, um die zugeschütteten Étangs zu drainieren und das Wasser abzuleiten.
Die Landschaft in der Bresse bourguignonne ist im Allgemeinen abwechslungsreich, die Felder und Wälder bilden zusammen mit den Étangs ein kurzweiliges Mosaik. Das Netz der Départementsstraßen ist nicht allzu dicht, viele davon gehen auf das Netz der Römerstraßen zurück. Dazwischen besteht jedoch ein Netz von Gemeindestraßen, Flur- und Feldwegen, gesäumt von langgezogenen Straßendörfern, nebst vielen weit verstreuten Weilern und Einzelhöfen. In den Niederungen liegen immer wieder Étangs, manchmal kaum sichtbar, da sie meist von einer Baumreihe umgeben sind. Die Baumwurzeln sind wichtig für die Stabilität der Étangränder, aber auch zwischen den Feldern und entlang den Straßen finden wir Hecken, abwechselnd mit kleinen Waldflächen, in den feuchten Niederungen häufig Pappelpflanzungen. So erfolgt ein wildes Licht-/Schattenspiel beim Durchfahren der Straßen der Bresse bei Sonnenschein. Trotz des verhältnismäßig ebenen Geländes wird der Blick immer wieder gebremst, nur in der Ferne ist die Kette des Juramassivs und die Höhen des Weinburgunds erkennbar.
Auffällig ist die Bebauung der Bresse bourguignonne. Die Ferme bressane, das Bresse-Bauernhaus, weist einen eigentümlichen Stil auf. Die Häuser sind aus Lehmziegeln erbaut, weisen oft noch sichtbare Riegel auf und stehen zu über 80 Prozent in Nord-Süd-Richtung. Damit stehen sie in der vorherrschenden Windrichtung, die warmen Südwinde prallen auf den Wohnteil, die kalte Bise auf die Ställe und Ökonomieräume. Zum Bressehaus gehören mannigfaltige Nebengebäude, ein Ziehbrunnen, ein Backhaus, Ställe, Ökonomiegebäude und Unterstände, so dass Einzelhöfe teilweise wie kleine Weiler wirken.
Bemerkenswert ist eine Veränderung der Dachform der Ferme bressane. Im Norden weist das Gebäude ein weit auskragendes Walmdach auf, das die empfindlichen Ziegel im Mauerwerk vor Nässe schützt. Die Dachflächen weisen eine Neigung um die 45° auf und sind heute in der Regel mit Falzziegeln – ältere Gebäude allenfalls noch mit Flachziegeln –  bedeckt. Südlich der Linie Cuisery – La Chapelle-Thècle – Montpont-en-Bresse – Sainte-Croix-en-Bresse verändert sich die Dachform. Das Walmdach wird flacher und weist lediglich noch etwa 25°-Winkel auf und es ist mit Mönch/Nonne-Ziegeln gedeckt. Wenn sich die Häuser zu Dörfern gruppieren, bilden sie sich zumeist als Strassendorf aus, bleiben jedoch diskret hinter Baumbeständen versteckt – lediglich der nie fehlende Kirchturm mag etwas weiter sichtbar sein.
Städte finden sich in der Bresse bourguignonne keine, lediglich die Hauptstadt des Arrondissements, Louhans, gilt noch als Kleinstadt, die nächstgrößere Siedlung, Saint-Marcel, gehört bereits zur Agglomeration Chalon-sur-Saône mit den damit verbundenen Abhängigkeiten. Auffällig ist dabei die Tatsache, dass das Arrondissement Louhans 1851 rund 100.000 Einwohner zählte, die vergleichbare Einwohnerzahl liegt heute lediglich noch bei 36.000 Einwohnern.
Auf den Wiesen weiden fast ganzjährig Kühe und Rinder, sehr oft der Rasse Charolais, zudem sind immer wieder die weißen Punkte der Bressehühner auszumachen, die von Züchtern zu Hunderten auf den Weiden zur Schlachtreife gebracht werden. Die Tatsache, dass in der Bresse der Weinbau nicht mehr erlaubt ist, hat auch zum heutigen Bild der Landschaft geführt. Als Ersatz für den Weinbau wurde den Poulets de Bresse der AOC-Schutz gewährt. Später kam auch der geschützte Name für Poularde de Bresse und Dinde de Bresse dazu und im Zusammenhang mit der Viehhaltung der Schutz von Crème et beurre de Bresse (Rahm und Butter).
Im Norden wird eine Teil-Landschaft als die Bresse chalonnaise bezeichnet. Sie umfasst ungefähr die Gebiete nordwestlich von La Tenarre. Das Gebiet nähert sich bereits dem Vallée de la Saône, die Hügel sind dort eher flacher, die Kulturlandgebiete großflächiger und die Waldflächen kleiner. Zudem macht sich hier auch schon der Einfluss der Agglomeration von Chalon-sur-Saône bemerkbar. Als zweite Teil-Landschaft wird ganz im Südosten das Revermont ausgeschieden. Es umfasst die Gemeinden Cuiseaux, Champagnat und Joudes, die bereits in den Jurahöhen liegen und deren Gemeindegebiet bereits Höhen von 647 Metern (Cuiseaux) erreicht.

## Geschichte
Die Bresse bourguignonne war schon in vorrömischer Zeit besiedelt, wie archäologische Funde bezeugen. Sie war Siedlungsgebiet der Lingonen, Häduer und Sequaner. Viele Ortsnamen weisen noch keltische Wurzeln auf (beispielsweise: Louhans, Cuiseaux, Condal). Mit Caesar erfolgte im 1. Jahrhundert die Eroberung Galliens bis zum Rhein. In der Provinz Celtica befand sich die Region Brixia, die heutige Bresse. Dieser Begriff taucht in ähnlicher Form noch lange auf, beispielsweise bei Saint-Germain-du-Plain (Sanctus-Germanus in Brexia, 1235).
Während der gallo-römischen Besiedlungszeit hatte die Bresse als Durchgangsgebiet eine große Bedeutung. Sie war durchzogen von einem Netz von Römerstraßen, die vornehmlich dem Transport des lebenswichtigen Salzes vom Jurafuß zu den römischen Truppen im Landinneren dienten.
Während der Kreuzzüge litt die Bresse, wie andere Teile Frankreichs, am Verlust der Männer. Vor allem der Dritte Kreuzzug, führte dazu, dass sur sept femmes il s'y trouvait à peine un homme (deutsch: auf sieben Frauen fand sich kaum ein Mann). Die Lehensleute mussten mit ihren Lehensherren auf den Kreuzzug und nahmen als Kämpfer ihre Eigenleute mit.
Im Spätmittelalter, also um das 13. Jahrhundert, waren die de Viennes mit großen Teilen der Bresse belehnt. Zahlreiche weitere Feudalherren waren ihre Lehensnehmer. Die de Vienne siegelten 1269 einen Freibrief mit den Bürgern von Louhans, eine Tradition, die weite Verbreitung fand, wie beispielsweise Nicolas Rolin mit seinen Eigenleuten von Authumes. Bemerkenswert auch der Freibrief von 1266 von Sagy.
Die Region litt weiterhin: Die Kriege im 16. und 17. Jahrhundert (Krieg gegen den savoyardischen Herzog Karl Emanuel I., Dreißigjähriger Krieg und Devolutionskrieg) bescherten der Bresse am äußersten Grenzpunkt des Herzogtums Burgund schreckliche Katastrophen. Die ganze Gegend war weitgehend entvölkert und erholte sich nur sehr langsam.
1840 brachte ein Hochwasser, Seille und Solnan traten über die Ufer und Louhans, Châteaurenaud und viele umliegende Gemeinden waren unter Wasser. Als Folge wurde in Louhans ein Entlastungskanal durch die Stadt gebaut, der heute noch in Betrieb ist.
Während des Zweiten Weltkrieges gehörte die Bresse zwar zur Unbesetzten Zone, grenzte aber unmittelbar an die Besatzungszonen und die Résistance war hier sehr aktiv. In Villevieux befand sich ein geheimer Flugplatz, das Terrain ORION, wo nachweislich vier britische Flugzeuge landeten.

## Verkehr

### Straße

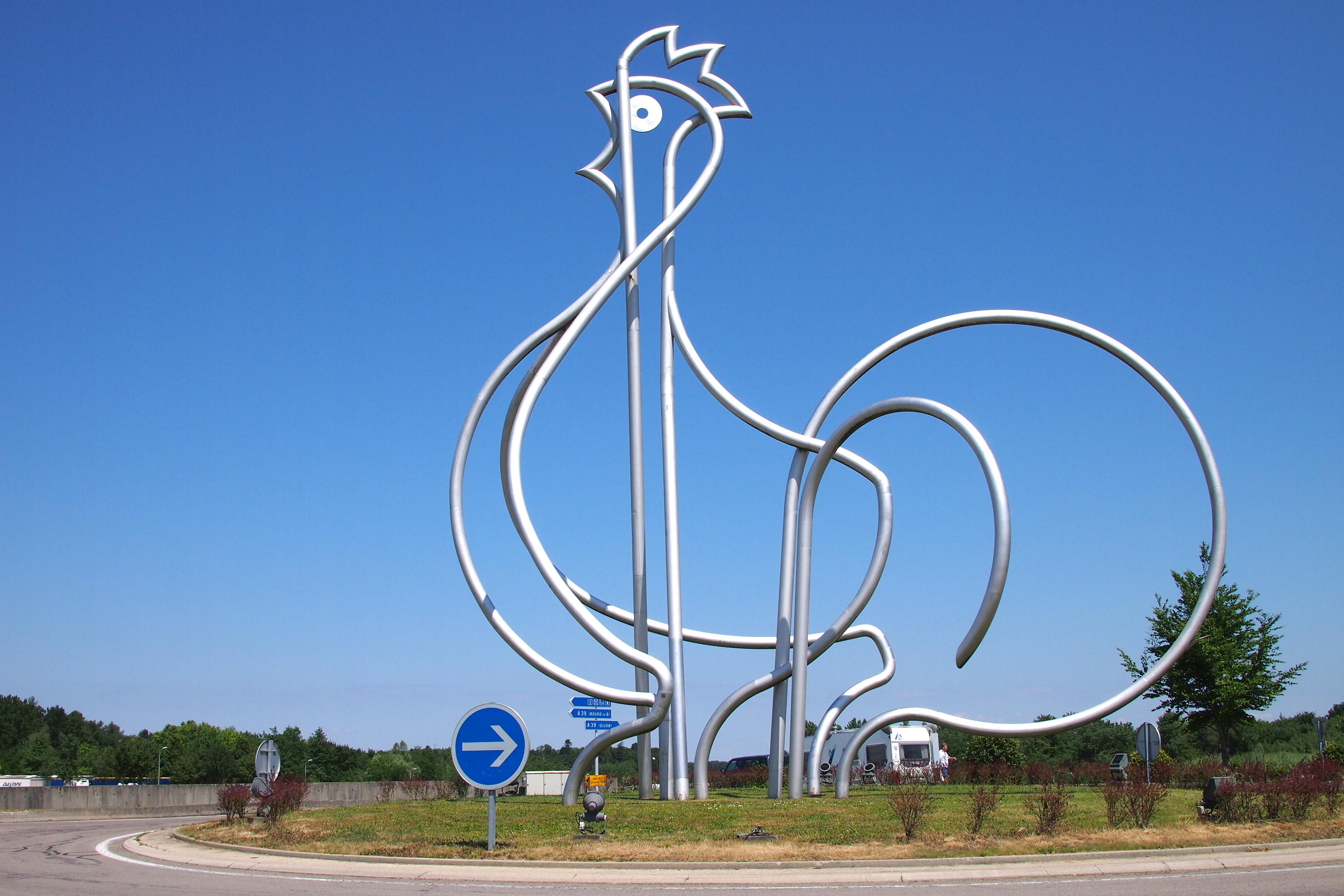
Aire-Poulet-de-Bresse

Eine wichtige Straßenverbindung in der Bresse bourguignonne ist die Autobahn A39, sie wurde 1998 fertiggestellt. Sie verläuft zwischen Dijon und Bourg-en-Bresse und bedient zusätzlich die Städte Dole und Lons-le-Saunier. Sie trägt die Bezeichnung Autoroute Verte, da sie zahlreiche Wildbrücken aufweist. Überhaupt wurde bei der Erstellung nach Möglichkeit auf die Landschaft Rücksicht genommen und die Touristen werden entlang der Straße und auf den Rastplätzen auf die Besonderheiten der Region hingewiesen.
Die A39 erreicht die Grenze zur Bresse bourguignonne bei Beaurepaire-en-Bresse, wo sich auch die Anschlussstelle N°8 befindet, vornehmlich für die Bedienung von Montmorot, Lons-le-Saunier und Louhans. Die Autobahn A39 setzt sich fort nach Südsüdwesten bis Le Miroir. Hier befindet sich die Anschlussstelle N°9 zur Bedienung von Louhans, Cuiseaux und Cousance. Gleichzeitig befindet sich hier eine Autobahnraststätte Aire du Poulet de Bresse. Die Autobahn setzt sich noch ein kurzes Stück in der Bresse bourguignonne fort, bis sie sie am Südrand von Condal verlässt und in die Region Auvergne-Rhône-Alpes übergeht.
Es gibt einige wenige Départementsstraßen, die die Bresse durchziehen. Am Nordwestrand, an der Grenze zwischen der Bresse bourguignonne und dem Vallée de la Saône verläuft die D673, die Saint-Marcel mit Dole verbindet. Diese Verbindungsstraße geht auf die Römerzeit zurück, wie archäologische Funde belegen. Die Straße wurde bereits 68 n. Chr. benutzt, um auf schnellstem Weg Besançon zu erreichen, um an der Schlacht bei Vesontio teilzunehmen.
In Ciel kreuzt die D970, sie führt nach Südosten und verbindet Verdun-sur-le-Doubs mit Le Tartre und Bletterans. Sie wurde 1933 erbaut als Hauptverbindungsstraße mit den Endpunkten Semur-en-Auxois und Saint-Claude.
Am Ortsrand von Saint-Marcel zweigt die D678 Richtung Oslon ab. Sie wurde 1824 erstellt als Verbindung zwischen Nevers und Saint-Laurent-en-Grandvaux über Lons-le-Saunier. Heute führt sie über Beaurepaire-en-Bresse, wo sie die Bresse bourguignonne verlässt und ins Département Jura übergeht.
Noch weiter südlich verläuft die D971, die 1933 erstellt wurde als Verbindung zwischen Tournus und Pontarlier. Ihr westlicher Endpunkt liegt heute bei Brienne, sie verläuft nach Ostnordosten, zweigt bei Thurey nach Süden ab und endet bei Louhans. Die D24 übernimmt die Verbindung zwischen Thurey und Saint-Germain-du-Bois, wo die D970 die Verbindung nach Pontarlier übernimmt.
Schließlich zweigt bei Brienne noch die D975 nach Süden ab. Diese Straße geht zurück auf 1824 und verband ursprünglich Tournus mit Sisteron und führte über Bourg-en-Bresse und Grenoble. In der Bresse bourguignonne liegt das Teilstück zwischen Brienne und Romenay, wo die Straße ins Département Ain übergeht.

### Schiene
Heute führt nur noch eine Strecke der SNCF durch die Bresse bourguignonne. Es handelt sich dabei um die Verbindung von Dijon nach Bourg-en-Bresse mit etwa 6 Zügen pro Tag. Die Schienen führen von Frontenard in südlicher Richtung nach Louhans und weiter südlich bis Joudes, wo sie die Landschaft verlassen. Von Norden her besteht lediglich noch in Mervans ein Bahnhof, weiter nach Süden erst in Saint-Amour in der Bresse jurassienne.
Im Osten besteht noch eine Bahnstrecke Besançon – Poligny – Lons-le-Saunier – Bourg-en-Bresse und im Westen Dijon – Beaune – Chalon-sur-Saône – Tournus – Mâcon. Diese Linien liegen gerade außerhalb der Bresse bourguignonne. Verschiedene Linien, die bestanden, wurden eingestellt, die Schienen entfernt und die Stationsgebäude verkauft. Dies ist ebenfalls eine Besonderheit der Bresse, die Bahndämme sind noch gut sichtbar und immer wieder begegnet man den alten, typischen Bahnhofsgebäuden, die vielfach Ferienhäuser geworden sind.

### Wasser
Der Verkehr auf dem Wasser in der Bresse bourguignonne ist beschränkt auf die Seille. Diese ist schiffbar ab Louhans stromabwärts bis La Truchère, von dort aus ist die Saône sowohl stromaufwärts, als auch stromabwärts schiffbar. In Branges, Loisy, Cuisery und La Truchère bestehen kleine Schleusen.
Bereits im 11. Jahrhundert begannen die Benediktinermönche von Saint-Philibert in Tournus mit dem Bau des Kanals. Das Bauwerk sollte den Salztransport vom Jurafuß in die Gebiete westlich der Saône vereinfachen.

### Luft
Bezüglich Luftverkehr besteht nördlich der Bresse bourguignonne, in Dole ein Flughafen. Ein Flugfeld besteht in Cuisery vorwiegend für Fallschirmspringen und Ultraleichtflugzeuge. Schließlich besteht noch ein privates Flugfeld in Sagy, das aber nur an bestimmten Tagen und für UL geöffnet ist.

## Sehenswürdigkeiten, lohnende Besuche
Auf weitere, lokale Sehenswürdigkeiten wird in den Artikeln zu den einzelnen Gemeinden hingewiesen. Für die regionalen Besonderheiten lohnt sich ein Besuch auf der Seite des Tourismusbüros der Bresse bourguignonne. Hier nur eine kleine Auswahl von regionalen Schwerpunkten:
Kirchen: Zahlreiche Kirchen in der Bresse bourguignonne lohnen eine Besichtigung: Mervans mit einer Kirche mit verdrehtem Turm, Saint-Christophe-en-Bresse, Bantanges und Sagy mit ihren romanischen Kirchen.
Museen: Louhans, Apothekenmuseum, Pierre-de-Bresse im Schloss ein volkskundliches Museum mit vielen Außenstellen in der Bresse.
Wochenmärkte: In vielen Gemeinden finden nach wie vor Wochenmärkte statt, die für die Versorgung der Bevölkerung unerlässlich sind.
Jeden Montag: Markt in Louhans. Der Markt von Louhans findet jeden Montag statt, auch an Feiertagen. Der Markt ist vor allem in der Grande Rue und auf den benachbarten Plätzen, dazu aber auch im Südosten der Stadt, nördlich des Bahndamms, wo Geflügel und andere Tiere feil geboten werden.
Cuiseaux, letzter Samstag im Oktober: Sankt Simons-Markt mit Nüssen und Kastanien
Cuisery, erster Sonntag im Monat: Büchermarkt. Cuisery ist Village du livre.
ganze Bresse: um den Johannistag findet in vielen größeren Orten das Fête de la Musique statt mit Musik in allen Facetten.

## Siedlungen in der Bresse bourguignonne
Die gesamte Landschaft umfasst 107 Gemeinden, sie liegen auf rund 200 Metern Höhe und weisen nur im Südosten (Teil-Landschaft Revermont) größere Höhen auf. Fläche und Einwohnerzahl können nicht genau festgelegt werden, da eine Landschaft keine klaren Grenzen kennt. Die Fläche der Bresse bourguignonne liegt bei etwa 1.450 Quadratkilometern bei einer Einwohnerzahl von rund 36.500, so dass sich eine Bevölkerungsdichte von rund 25 Einwohnern pro Quadratkilometer ergibt.
| Gemeinde                    | INSEE-Code | Arrondissement   | Einwohner | Stand (Jahr) | Fläche km² | Höhe min. | Höhe max. | Besonderheit                                     |
| --------------------------- | ---------- | ---------------- | --------- | ------------ | ---------- | --------- | --------- | ------------------------------------------------ |
| Allériot                    | 71004      | Chalon-sur-Saône | 1.162     | (2022)       | 13,46      | 173       | 214       | wird teilweise dem Vallée de la Saône zugeordnet |
| Authumes                    | 71013      | Louhans          | 286       | (2022)       | 12,88      | 180       | 213       | wird teilweise dem Vallée de la Saône zugeordnet |
| Bantanges                   | 71018      | Louhans          | 566       | (2022)       | 10,73      | 175       | 201       |                                                  |
| Baudrières                  | 71023      | Louhans          | 1.007     | (2022)       | 27,00      | 172       | 216       | wird teilweise dem Vallée de la Saône zugeordnet |
| Beaurepaire-en-Bresse       | 71027      | Louhans          | 724       | (2022)       | 10,42      | 193       | 222       |                                                  |
| Beauvernois                 | 71028      | Louhans          | 103       | (2022)       | 8,94       | 191       | 218       |                                                  |
| Bellevesvre                 | 71029      | Louhans          | 306       | (2022)       | 7,13       | 185       | 213       |                                                  |
| Bey                         | 71033      | Chalon-sur-Saône | 869       | (2022)       | 8,92       | 174       | 206       | wird teilweise dem Vallée de la Saône zugeordnet |
| Bosjean                     | 71044      | Louhans          | 311       | (2022)       | 18,64      | 181       | 214       |                                                  |
| Bouhans                     | 71045      | Louhans          | 176       | (2022)       | 10,21      | 181       | 207       |                                                  |
| Branges                     | 71056      | Louhans          | 2.372     | (2022)       | 24,59      | 173       | 209       |                                                  |
| Brienne                     | 71061      | Louhans          | 479       | (2022)       | 5,65       | 172       | 199       |                                                  |
| Bruailles                   | 71064      | Louhans          | 973       | (2022)       | 22,36      | 177       | 210       |                                                  |
| Champagnat                  | 71079      | Louhans          | 464       | (2022)       | 13,18      | 196       | 611       | wird teilweise dem Revermont zugeordnet          |
| Charette-Varennes           | 71101      | Louhans          | 434       | (2022)       | 16,47      | 173       | 196       | wird teilweise dem Vallée de la Saône zugeordnet |
| Châtenoy-en-Bresse          | 71117      | Chalon-sur-Saône | 1.098     | (2022)       | 6,69       | 172       | 212       | wird teilweise dem Vallée de la Saône zugeordnet |
| Ciel                        | 71131      | Chalon-sur-Saône | 896       | (2022)       | 17,19      | 173       | 196       | wird teilweise dem Vallée de la Saône zugeordnet |
| Condal                      | 71143      | Louhans          | 460       | (2022)       | 16,43      | 187       | 230       |                                                  |
| Cuiseaux                    | 71157      | Louhans          | 1.853     | (2022)       | 21,26      | 188       | 647       | wird teilweise dem Revermont zugeordnet          |
| Cuisery                     | 71158      | Louhans          | 1.580     | (2022)       | 11,29      | 172       | 213       |                                                  |
| Damerey                     | 71167      | Chalon-sur-Saône | 548       | (2022)       | 11,62      | 174       | 196       | wird teilweise dem Vallée de la Saône zugeordnet |
| Dampierre-en-Bresse         | 71168      | Louhans          | 173       | (2022)       | 11,09      | 181       | 214       |                                                  |
| Devrouze                    | 71173      | Louhans          | 328       | (2022)       | 14,64      | 187       | 212       |                                                  |
| Diconne                     | 71175      | Louhans          | 373       | (2022)       | 15,94      | 188       | 215       |                                                  |
| Dommartin-lès-Cuiseaux      | 71177      | Louhans          | 819       | (2022)       | 18,86      | 182       | 228       |                                                  |
| Épervans                    | 71189      | Chalon-sur-Saône | 1.642     | (2022)       | 12,50      | 170       | 197       | wird teilweise dem Vallée de la Saône zugeordnet |
| Flacey-en-Bresse            | 71198      | Louhans          | 412       | (2022)       | 13,72      | 188       | 220       |                                                  |
| Frangy-en-Bresse            | 71205      | Louhans          | 672       | (2022)       | 23,68      | 180       | 212       |                                                  |
| Frontenard                  | 71208      | Louhans          | 204       | (2022)       | 12,31      | 175       | 193       | wird teilweise dem Vallée de la Saône zugeordnet |
| Frontenaud                  | 71209      | Louhans          | 726       | (2022)       | 15,19      | 181       | 213       |                                                  |
| Guerfand                    | 71228      | Chalon-sur-Saône | 226       | (2022)       | 6,44       | 190       | 218       |                                                  |
| Huilly-sur-Seille           | 71234      | Louhans          | 352       | (2022)       | 12,13      | 173       | 213       |                                                  |
| Joudes                      | 71243      | Louhans          | 359       | (2022)       | 11,16      | 199       | 441       | wird teilweise dem Revermont zugeordnet          |
| Jouvençon                   | 71244      | Louhans          | 454       | (2022)       | 6,30       | 172       | 197       |                                                  |
| Juif                        | 71246      | Louhans          | 246       | (2022)       | 11,90      | 182       | 210       |                                                  |
| La Chapelle-Naude           | 71092      | Louhans          | 496       | (2022)       | 19,06      | 177       | 205       |                                                  |
| La Chapelle-Saint-Sauveur   | 71093      | Louhans          | 641       | (2022)       | 27,36      | 184       | 215       |                                                  |
| La Chapelle-Thècle          | 71097      | Louhans          | 204       | (2022)       | 16,48      | 174       | 204       |                                                  |
| La Chaux                    | 71121      | Louhans          | 323       | (2022)       | 11,00      | 188       | 214       |                                                  |
| La Frette                   | 71206      | Louhans          | 251       | (2022)       | 11,22      | 179       | 213       |                                                  |
| La Genête                   | 71213      | Louhans          | 567       | (2022)       | 11,57      | 172       | 200       |                                                  |
| La Racineuse                | 71364      | Louhans          | 172       | (2022)       | 7,11       | 182       | 197       |                                                  |
| La Truchère                 | 71549      | Mâcon            | 204       | (2022)       | 5,09       | 169       | 179       | wird teilweise dem Vallée de la Saône zugeordnet |
| L’Abergement-de-Cuisery     | 71001      | Louhans          | 811       | (2022)       | 7,96       | 171       | 212       | wird teilweise dem Vallée de la Saône zugeordnet |
| L’Abergement-Sainte-Colombe | 71002      | Louhans          | 1.235     | (2022)       | 19,53      | 181       | 217       |                                                  |
| Lacrost                     | 71248      | Mâcon            | 695       | (2022)       | 10,53      | 168       | 212       | wird teilweise dem Vallée de la Saône zugeordnet |
| Lans                        | 71253      | Chalon-sur-Saône | 945       | (2022)       | 8,11       | 176       | 195       | wird teilweise dem Vallée de la Saône zugeordnet |
| Le Fay                      | 71196      | Louhans          | 621       | (2022)       | 20,88      | 189       | 215       |                                                  |
| Le Miroir                   | 71300      | Louhans          | 593       | (2022)       | 18,48      | 187       | 226       |                                                  |
| Le Planois                  | 71352      | Louhans          | 752       | (2022)       | 5,17       | 181       | 208       |                                                  |
| Le Tartre                   | 71534      | Louhans          | 109       | (2022)       | 3,83       | 185       | 210       |                                                  |
| Lessard-en-Bresse           | 71256      | Louhans          | 562       | (2022)       | 8,20       | 187       | 214       |                                                  |
| Loisy                       | 71261      | Louhans          | 686       | (2022)       | 14,64      | 172       | 217       |                                                  |
| Louhans                     | 71263      | Louhans          | 6.483     | (2022)       | 22,58      | 176       | 205       |                                                  |
| Ménetreuil                  | 71293      | Louhans          | 410       | (2022)       | 15,04      | 174       | 203       |                                                  |
| Mervans                     | 71295      | Louhans          | 1.488     | (2022)       | 28,78      | 183       | 214       |                                                  |
| Montagny-près-Louhans       | 71303      | Louhans          | 496       | (2022)       | 9,51       | 178       | 208       |                                                  |
| Montcony                    | 71311      | Louhans          | 251       | (2022)       | 10,74      | 179       | 210       |                                                  |
| Montcoy                     | 71312      | Chalon-sur-Saône | 241       | (2022)       | 9,06       | 177       | 214       | wird teilweise dem Vallée de la Saône zugeordnet |
| Montjay                     | 71314      | Louhans          | 199       | (2022)       | 11,03      | 182       | 209       |                                                  |
| Montpont-en-Bresse          | 71318      | Louhans          | 1.087     | (2022)       | 37,46      | 182       | 213       |                                                  |
| Montret                     | 71319      | Louhans          | 763       | (2022)       | 14,59      | 183       | 210       |                                                  |
| Mouthier-en-Bresse          | 71326      | Louhans          | 428       | (2022)       | 30,32      | 187       | 217       | wird teilweise dem Vallée de la Saône zugeordnet |
| Navilly                     | 71329      | Chalon-sur-Saône | 405       | (2022)       | 9,68       | 173       | 194       | wird teilweise dem Vallée de la Saône zugeordnet |
| Ormes                       | 71332      | Louhans          | 493       | (2022)       | 9,80       | 167       | 214       | wird teilweise dem Vallée de la Saône zugeordnet |
| Oslon                       | 71333      | Chalon-sur-Saône | 1.221     | (2022)       | 4,76       | 179       | 214       | wird teilweise dem Vallée de la Saône zugeordnet |
| Ouroux-sur-Saône            | 71336      | Louhans          | 3.183     | (2022)       | 22,62      | 171       | 197       | wird teilweise dem Vallée de la Saône zugeordnet |
| Pierre-de-Bresse            | 71351      | Louhans          | 1.945     | (2022)       | 28,06      | 177       | 214       | wird teilweise dem Vallée de la Saône zugeordnet |
| Pontoux                     | 71355      | Chalon-sur-Saône | 276       | (2022)       | 13,77      | 174       | 194       | wird teilweise dem Vallée de la Saône zugeordnet |
| Préty                       | 71359      | Mâcon            | 583       | (2022)       | 12,40      | 167       | 212       | wird teilweise dem Vallée de la Saône zugeordnet |
| Rancy                       | 71365      | Louhans          | 612       | (2022)       | 5,76       | 176       | 199       |                                                  |
| Ratenelle                   | 71366      | Louhans          | 369       | (2022)       | 8,03       | 171       | 198       | wird teilweise dem Vallée de la Saône zugeordnet |
| Ratte                       | 71367      | Louhans          | 371       | (2022)       | 8,99       | 182       | 207       |                                                  |
| Romenay                     | 71373      | Louhans          | 1.740     | (2022)       | 48,90      | 172       | 214       | wird teilweise dem Vallée de la Saône zugeordnet |
| Sagy                        | 71379      | Louhans          | 1.250     | (2022)       | 34,21      | 182       | 218       |                                                  |
| Saillenard                  | 71380      | Louhans          | 810       | (2022)       | 17,88      | 189       | 218       |                                                  |
| Saint-André-en-Bresse       | 71386      | Louhans          | 129       | (2022)       | 4,86       | 181       | 210       |                                                  |
| Saint-Bonnet-en-Bresse      | 71396      | Louhans          | 489       | (2022)       | 17,61      | 182       | 197       |                                                  |
| Saint-Christophe-en-Bresse  | 71398      | Louhans          | 1.054     | (2022)       | 20,39      | 178       | 215       |                                                  |
| Saint-Didier-en-Bresse      | 71405      | Chalon-sur-Saône | 183       | (2022)       | 11,29      | 177       | 193       |                                                  |
| Sainte-Croix-en-Bresse      | 71401      | Louhans          | 657       | (2022)       | 20,87      | 177       | 210       |                                                  |
| Saint-Étienne-en-Bresse     | 71410      | Louhans          | 806       | (2022)       | 19,41      | 180       | 210       |                                                  |
| Saint-Germain-du-Bois       | 71419      | Louhans          | 1.947     | (2022)       | 30,33      | 180       | 213       |                                                  |
| Saint-Germain-du-Plain      | 71420      | Louhans          | 2.346     | (2022)       | 19,31      | 171       | 197       | wird teilweise dem Vallée de la Saône zugeordnet |
| Saint-Marcel                | 71445      | Chalon-sur-Saône | 6.211     | (2022)       | 10,17      | 172       | 194       | wird teilweise dem Vallée de la Saône zugeordnet |
| Saint-Martin-du-Mont        | 71454      | Louhans          | 175       | (2022)       | 5,26       | 181       | 204       |                                                  |
| Saint-Martin-en-Bresse      | 71456      | Chalon-sur-Saône | 1.902     | (2022)       | 34,59      | 179       | 217       |                                                  |
| Saint-Maurice-en-Rivière    | 71462      | Chalon-sur-Saône | 523       | (2022)       | 18,57      | 173       | 193       | wird teilweise dem Vallée de la Saône zugeordnet |
| Saint-Usuge                 | 71484      | Louhans          | 1.221     | (2022)       | 31,84      | 177       | 210       |                                                  |
| Saint-Vincent-en-Bresse     | 71489      | Louhans          | 581       | (2022)       | 15,75      | 183       | 212       |                                                  |
| Savigny-en-Revermont        | 71506      | Louhans          | 1.141     | (2022)       | 27,21      | 188       | 223       |                                                  |
| Savigny-sur-Seille          | 71508      | Louhans          | 385       | (2022)       | 14,48      | 183       | 210       |                                                  |
| Sens-sur-Seille             | 71514      | Louhans          | 432       | (2022)       | 11,70      | 180       | 210       |                                                  |
| Serley                      | 71516      | Louhans          | 595       | (2022)       | 22,60      | 187       | 214       |                                                  |
| Sermesse                    | 71517      | Chalon-sur-Saône | 246       | (2022)       | 8,36       | 173       | 197       | wird teilweise dem Vallée de la Saône zugeordnet |
| Serrigny-en-Bresse          | 71519      | Louhans          | 187       | (2022)       | 12,36      | 182       | 204       |                                                  |
| Simandre                    | 71522      | Louhans          | 1.744     | (2022)       | 22,79      | 169       | 216       | wird teilweise dem Vallée de la Saône zugeordnet |
| Simard                      | 71523      | Louhans          | 1.175     | (2022)       | 22,12      | 187       | 212       |                                                  |
| Sornay                      | 71528      | Louhans          | 1.958     | (2022)       | 18,12      | 174       | 200       |                                                  |
| Thurey                      | 71538      | Louhans          | 422       | (2022)       | 18,22      | 187       | 215       |                                                  |
| Torpes                      | 71541      | Louhans          | 376       | (2022)       | 15,70      | 187       | 212       |                                                  |
| Toutenant                   | 71544      | Chalon-sur-Saône | 173       | (2022)       | 13,62      | 177       | 193       |                                                  |
| Tronchy                     | 71548      | Louhans          | 241       | (2022)       | 7,76       | 183       | 211       |                                                  |
| Varennes-Saint-Sauveur      | 71558      | Louhans          | 1.116     | (2022)       | 30,16      | 172       | 219       |                                                  |
| Vérissey                    | 71568      | Louhans          | 55        | (2022)       | 8,27       | 185       | 212       |                                                  |
| Villegaudin                 | 71577      | Chalon-sur-Saône | 218       | (2022)       | 8,96       | 185       | 213       |                                                  |
| Vincelles                   | 71580      | Louhans          | 450       | (2022)       | 5,61       | 177       | 204       |                                                  |